# جان الأول من أفيسنيس
جان الأول من أفيسنيس (1 مايو 1218 – 24 ديسمبر 1257)؛ كان كونت هينو منذ 1246 حتى وفاته.

## السيرة الذاتية
ولد في هوفاليز، باعتباره الابن البكر لمارغريت الثانية من فلاندرز وزوجها الأول بوشار الرابع دي أفيسنيس. ولما تم حل زواج والديه بابوياً اعتبر جان طفلاً غير شرعياً.
تزوجت مارغريت من ويليام الثاني من دامبيير تحت الضغوطات شقيقتها الكبرى جوان الأولى كونتيسة فلاندرز، وانجبت له العديد من الأطفال الذي أدى إلى تشابك في المطالبة بالميراث، حصل جان مع شقيقه الأصغر بالدوين على اعتراف إمبراطوري بشرعيتهم من قبل الإمبراطور فريدرش الثاني في مارس 1243، ومع حلول 5 ديسمبر 1244 ورثت والدته مارغريت فلاندرز وهينو وقامت بتعيين ابنها البكر من زواجها الثاني ويليام الثالث دي دامبيير وريثاً لها، وعلى الفور اندلعت حرب الخلافة (التي عُرفت بـ حرب الخلافة فلاندرز وهينو) على حقوق الميراث؛ وتأليب جان ضد ويليام.
بعد عامين من القتال تدخل الملك لويس التاسع من فرنسا لتسوية النزاع؛ وذلك لمنح جان له هينو؛ وفي الحين يأخذ ويليام فلاندرز، ومع ذلك رفضت مارغريت والدته تسليم هينو لجان، وفي 1251 اغتيل ويليام من فلاندرز تبين أن أسرة أفيسنيس كانت مشاركة في هذه العملية، وفي 4 يوليو 1253 هزم جان قوات والدته وابنها الثاني غي دي دامبيير في معركة غرب كابيل، مع أسر غي ووافقت والدته على بيع حقوقها في هينو إلى شارل الأنجوي إذا أراد إعادتها إلى جان، كان نسيب جان ويليام الثاني كونت هولندا الذي انتخب كملك ألمانيا ("ملك الرومان") مُقتنعاً بمنح هينو (الإقطاعية الإمبراطورية) والأراضي الفلمنكية داخل إمبراطورية إلى جان، ومع هزيمة شارل أمر الملك لويس العائد من الحملة الصليبية السابعة شقيقه بالالتزام بتحكيمه لعام 1246، وأخيراً في 22 نوفمبر 1257 تخلى غي عن ادعاءاته لهينو، ومع ذلك بحلول شهر مع ليلة عيد الميلاد توفي جان في فالنسيان؛ رجعت والدته إلى حكم هينو مرة أُخرى التي حكمتها حتى وفاتها في 1280، خلفها ابنه البكر جان الثاني.

## الذرية
تزوج جان من أديلايد من هولندا قي 1246؛ وانجبت له:-
- جان الثاني كونت هينو وهولندا (1247-1304).
- بالدوين (بعد.1247 - حتى.1299).
- جوانا راهبة فلينس (توفيت.1304).
- بوشار أسقف ميتز (1251 - 1294).
- غي أسقف أوتريخت (1253-1317).
- ويليام أسقف كامبريه (1254-1297).
- فلورينت أمين المدينة زيلند، وأمير أخايا.